# 橘清樹
橘 清樹（たちばな の きよき）は、平安時代前期の貴族・歌人。弾正大弼・橘長谷麻呂の孫。遠江守・橘数雄の次男。官位は従五位下・阿波守。

## 経歴
陽成朝の元慶元年（877年）大宰少監を経て、光孝朝の仁和2年（886年）従五位下・弾正少弼に叙任される。宇多朝に入ると、仁和4年（888年）肥前守に転じ、寛平8年（896年）阿波守と地方官を歴任した。醍醐朝の昌泰2年（899年）3月卒去。
勅撰歌人として、和歌作品が『古今和歌集』に1首採録されている。

## 官歴
注記のないものは『古今和歌集目録』による。
- 元慶元年（877年） 2月29日：大宰少監
- 仁和2年（886年） 正月7日：従五位下（氏爵）[3]。2月21日：弾正少弼
- 仁和4年（888年） 2月10日：肥前守
- 寛平8年（896年） 正月26日：阿波守
- 昌泰2年（899年） 3月：卒去

## 系譜
- 父：橘数雄
- 母：藤原濱雄の娘[1]
- 妻：不詳